# Хлевенський район
Хлевенський район (рос. Хлевенский район) — муніципальне утворення у Липецькій області.